# Annibale de Gasparis

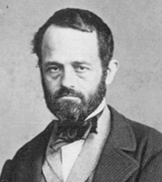
Annibale De Gasparis

Annibale de Gasparis (auch de Gasperis; * 9. November 1819 in Bugnara bei Sulmona; † 21. März 1892 in Neapel) war ein italienischer Astronom.
Nach dem Besuch der Seminare in Sulmona und Chieti ging er 1838 nach Neapel, um an einer Ingenieurschule zu studieren. Ab 1840 war er astronomo alunno am Observatorium von Capodimonte. Seine erste mathematische Veröffentlichung erschien 1845, für seine Abhandlung über die Umlaufbahn des Asteroiden Vesta verlieh ihm die Universität Neapel 1846 die Ehrendoktorwürde (laurea ad honorem). Am 8. August 1847 entdeckte er einen neuen Kometen, am 12. April 1849 Hygiea, das viertgrößte Objekt im Asteroidengürtel. Über letztere Entdeckung schrieb er:

„Als ich in der Nacht des 12. April die Steinheil'sche Karte (Hora XII) mit dem Himmel verglich, entdeckte ich einen Planeten, der einem Sterne 9ter bis 10ter Größe gleichkam; aus spätern Berechnungen ging hervor, daß derselbe bis jetzt noch unbekannt gewesen.“

Von 1860 bis zur Emeritierung 1889 war er ordentlicher Professor für Astronomie, Geodäsie und Mathematische Geographie an der Universität Neapel. Von 1864 bis 1889 war De Gasparis Direktor der Sternwarte von Capodimonte in Neapel, wo er seit 1855 als einer der leitenden Astronomen wirkte. Er entdeckte neun Asteroiden (siehe Liste der Asteroiden).
1851 wurde er mit der Goldmedaille der Royal Astronomical Society ausgezeichnet. 1861 wurde er zum Senator des Königreichs ernannt. Seit 1858 war er korrespondierendes Mitglied der Accademia dei Lincei, 1875 wurde er ordentliches Mitglied. Seit 1849 gehörte er der Accademia Pontaniana in Neapel an. Außerdem waren ihm der Orden der Krone von Italien (2 Stufen), der Orden der Hl. Mauritius und Lazarus (2 Stufen), der Zivilverdienstorden von Savoyen und der Rote Adlerorden Preußens und der brasilianische Orden der Rose verliehen worden. 
Zu seinem Gedenken wurden der 30 Kilometer große Mondkrater de Gasparis, nach diesem das Mondrillensystem der Rimae de Gasparis, sowie der Asteroid (4279) De Gasparis benannt.